# Glauconycteris variegata
Glauconycteris variegata е вид бозайник от семейство Гладконоси прилепи (Vespertilionidae).

## Разпространение
Видът е разпространен в Ангола, Бенин, Ботсвана, Габон, Гамбия, Гана, Демократична република Конго, Етиопия, Замбия, Зимбабве, Камерун, Кения, Малави, Мозамбик, Намибия, Нигерия, Руанда, Свазиленд, Сенегал, Сомалия, Танзания, Того, Уганда, Чад, Южен Судан и Южна Африка.